# Буппхаван, Буасон
Буасон Буппхаван (3 июня 1954, Бан Тао Пун, Муан Сараван, Сараван) — лаосский политический и государственный деятель, премьер-министр Лаоса c 2006 по 2010 год.

## Биография
Ранее, с 3 октября 2003 года занимал пост первого заместителя главы правительства. До этого руководил государственным комитетом по планированию народного хозяйства. В 1990 году окончил Высшую партийную школу в Москве. По мнению экспертов, Буппхавана поддерживает бывший лидер партии Кхамтай Сипхандон.
23 декабря 2010 года неожиданно подал в отставку с поста премьер-министра, объяснив своё решение семейными проблемами.
20 сентября 2016 года Буасон Буппхаван уже в качестве советника по экономическим вопросам ЦК Народно-революционной партии Лаоса, директора Института исследования Лаоса выступил с лекцией «Социально-экономическое развитие ЛНДР. Роль ЛНДР в АСЕАН и АТЭС» в Институте стран Азии и Африке при Московском государственном университете.